# Роков модерни живот
Роков модерни живот је америчка анимирана телевизијска серија коју је креирао Џо Мареј за Никелодеон. Серија се фокусира на надреални живот антропоморфног аустралијског имигрантског валабија по имену Роко и његових пријатеља: ексцентричног вола Хефера Волфа , неуротичне корњаче Филбурта и Роковог верног пса Спанкија . Радња се одвија у измишљеном граду О-Таун. Током свог приказивања до данашњих дана, ова емисија је била контроверзна због свог хумора за одрасле , укључујући двосмислене , инсинуације и сатиричне друштвене коментаре, сличне Рен и Стимпију . Серија је стекла култ следбеника .

## Развој
Џо Мареј је креирао насловног лика за необјављену серију стрипова касних 1980-их, а касније је невољно представио серију Никелодеону, који је тражио оштрије цртаче за своје тада нови Никтунс . Мрежа је дала особљу велику количину креативне слободе, при чему су писци циљали и на децу и на одрасле. Емисија је премијерно приказана 18. септембра 1993, а завршена је 24. новембра 1996, укупно четири сезоне и 52 епизоде. Специјални , Роков модерни живот: Статично пријањање , дигитално је објављен на Нетфликс- у 9. августа 2019. 
Емисија је покренула каријере гласовних глумаца Карлоса Алазракија , Тома Кенија и Мр Лоренса . Након што је серија завршена са приказивањем, велики део особља се прегруписао да ради на Сунђер Бобу , које је креирао Роков креативни директор Стивен Хиленбург .

## Улоге
| Глумац          | Улога          |
| --------------- | -------------- |
| Карлос Алазраки | Роко           |
| Том Кени        | Хефер Вулф     |
| Даглас Лоренс   | Филбурт        |
| Чарли Адлер     | Ед великаглава |